# Нжие, Алью
Алью Эюби Нжие (швед. Alieu Eybi Njie; род. 14 мая 2005, Стора-Туна, Даларна) — шведский футболист, нападающий итальянского «Торино».

## Клубная карьера
Является воспитанником «Форссы», в котором выступал за детские и юношеские команды. В сентябре 2021 года перешёл в итальянский «Торино», с которым подписал контракт, рассчитанный на три года. На юношеском уровне выступал за туринский клуб в чемпионате Примавера. В июле 2023 года продлил контракт с клубом до лета 2027 года с возможностью продления ещё на год. С 2024 года начал привлекаться к тренировкам с основным составом. 26 января впервые попал в заявку клуба на матч Серии A с «Кальяри», но на поле не вышел. 20 сентября в игре с «Вероной» дебютировал за «Торино» в чемпионате Италии, появившись на поле в компенсированное ко второму тайму время вместо Самуэле Риччи. 25 октября во встрече с «Комо» появился на поле на 65-й минуте, а через десять минут забил победный гол в матче.

## Карьера в сборной
Выступал за юношеские сборные Швеции различных возрастов. 6 ноября 2024 года был впервые вызван в молодёжную сборную на тренировочный сбор в Марбелье, но 10 ноября был заменён в составе на Готтфрида Раппа

## Клубная статистика
| Выступление      | Выступление      | Выступление      | Лига | Лига | Кубки | Кубки | Конт. кубки | Конт. кубки | Итого | Итого |
| Клуб             | Лига             | Сезон            | Игры | Голы | Игры  | Голы  | Игры        | Голы        | Игры  | Голы  |
| ---------------- | ---------------- | ---------------- | ---- | ---- | ----- | ----- | ----------- | ----------- | ----- | ----- |
| Торино           | Серия A          | 2024/25          | 6    | 1    | 1     | 0     | 0           | 0           | 7     | 1     |
| Торино           | Итого            | Итого            | 6    | 1    | 1     | 0     | 0           | 0           | 7     | 1     |
| Всего за карьеру | Всего за карьеру | Всего за карьеру | 6    | 1    | 1     | 0     | 0           | 0           | 7     | 1     |